# セシル・ジェイコブソン
セシル・ジェイコブソン（Cecil Byran Jacobson、1936年10月2日 - 2021年3月5日）は、ユタ州ソルトレイクシティ出身の医師である。担当する不妊症患者に自らの精子を使って妊娠させ、詐欺および偽証の罪に問われた。1992年、イグノーベル賞受賞。

## 偽妊娠
ジェイコブソンはワシントンD.C.郊外のバージニア州ビエナでクリニックを開業し、不妊治療を専門に行っていた。ジェイコブソンの主な治療は患者とおしゃべりをして、患者に性交を推奨するという単純なものだった。それで妊娠できなかった患者に対しては、hCGと呼ばれるホルモンを投与した。このホルモンを投与された患者は妊娠テストで偽陽性が出る。ジェイコブソンは妊娠したと思い込んだ患者に、超音波で撮影した写真を見せ、胎児が見えると話してぬか喜びさせた。写真に写った「胎児」は実際には近くの臓器や糞便だったとされる。ジェイコブソンは3ヶ月後に、患者に胎児が亡くなってしまったと告げ、「胎児は母体に吸収されてしまった」と説明した。そして再び定期的な性交とhCGによる治療を推奨した。

## 人工受精
1988年、地元テレビ局WRC-TVはジェイコブソンの偽妊娠疑惑について調査、報道した。ジェイコブソンは多くの患者から訴えられた。また捜査当局も調査に乗り出した。
その過程で新たな疑惑が明るみに出た。ジェイコブソンは一部の患者に人工授精を施していた。彼は患者に、精子は匿名のドナーから提供されており、ドナーと患者の夫の身体的特徴は一致させてあると説明していた。しかしDNA検査によって、ジェイコブソン自身がドナーだったと判明、ジェイコブソンが少なくとも15人の子供の生物学上の父親となっていることが分かった。15人の中には、夫の精子の人工授精をジェイコブソンに依頼した夫婦の2人の子供も含まれている。さらに、ジェイコブソンは計75人の子供の父親である可能性が疑われている。
1991年にジェイコブソンは詐欺と偽証罪の計53件で起訴された。全ての裁判で有罪となり、懲役5年の判決を受けた。1992年にイグノーベル賞を受賞。

## 家族
上記の事件とは別に、ジェイコブソンには妻との間に8人の子供がいる。妻と子供はジェイコブソンのクリニックで、アシスタントや事務員として働いていた。妻は事件発覚後も常に夫の側に立ち、「彼の精子で妊娠した人はみな幸運です」と擁護した。